# Красноармейская улица (Сестрорецк)
Красноарме́йская улица — улица в городе Сестрорецке Курортного района Санкт-Петербурга. Проходит от дома 1 до Угольной набережной.

## История
Первоначальное название — Солда́тская улица — появилось в 1870-х годах. Оно связно с тем, что здесь жили солдаты и ветераны русской армии.
В 1920-х годах улицу переименовали в Красноармейскую, поскольку здесь проживали красноармейцы из близлежащий пограничных частей.

## Перекрёстки
- выезд на Приморское шоссе
- Угольный переулок